# Ngân hàng dự trữ liên bang Philadelphia

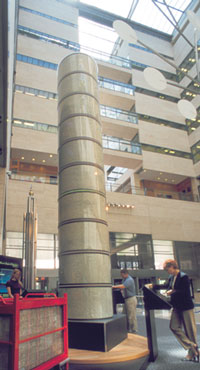
Tiền sảnh của ngân hàng Fed Philadelphia trang trí bằng chiếc cột cao 7,6 m đựng đầy giấy bạc xé vụn

Ngân hàng dự trữ liên bang Philadelphia, trụ sở tại thành phố Philadelphia, tiểu bang Pennsylvania, là một trong 12 ngân hàng khu vực của Cục dự trữ liên bang Hoa Kỳ (Fed), chịu trách nhiệm khu vực số 3 của Fed bao gồm phần tây Pennsylvania, nam New Jersey và Delaware. Chủ tịch hiện nay là Charles Plosser.
Ngân hàng dự trữ liên bang Philadelphia tiến hành nghiên cứu kinh tế khu vực và toàn quốc. Chỉ số công nghiệp chế tạo theo vùng của ngân hàng này là chỉ số quan trọng thứ hai được báo cáo hàng tháng (chỉ số Empire State Index của Ngân hàng dự trữ liên bang tại New York được phát hành sớm hơn) nhưng vẫn rất quan trọng đối với giới tài chính vì nó là thông số phản ánh tình trạng công nghiệp chế tạo Hoa Kỳ.